# 京都聖カタリナ高等学校
京都聖カタリナ高等学校（きょうとせいカタリナこうとうがっこう）は、京都府南丹市園部町美園町にある私立高等学校である。

## 概要
カトリック系女子修道会 聖ドミニコ宣教修道女会を母体とする学校法人聖カタリナ学園（愛媛県松山市）が運営する男女共学のミッションスクールである。
5年一貫課程の看護科と普通科を設置している。

## 設置学科
- 看護科（5年一貫課程）
- 普通科（アドバンスコース）2022年新設予定
- 普通科（キャリアコース）
  - 子ども保育系
  - 健康スポーツ系
  - 調理・パティシエ系
  - どうぶつ系
  - PCクリエイティブ系

## 沿革

### 菊花女子時代
- 1928年（昭和03年） - 京都市桃山に存在した菊花高等女学校の姉妹校、園部菊花高等家政女学校として創立。
- 1941年（昭和16年） - 私立園部菊花女子商業学校設置。
- 1941年（昭和16年） - 財団法人清香学園園部菊花高等女学校に改称。
- 1948年（昭和23年） - 学制改革により園部菊花女子高等学校に改称。母体である京都の菊花学園が占領軍指令により府の管理下に。
- 1951年（昭和26年） - 3月、財団法人清香学園が学校法人清香学園に改組。

### 聖カタリナ学園時代
- 1951年（昭和26年） - 学校法人聖カタリナ学園により吸収合併。 聖家族女子高等学校創立。
- 1980年（昭和55年） - 衛生看護科設置。
- 1994年（平成06年） - 普通科 福祉コース設置。
- 1999年（平成11年） - 衛生看護専攻科設置。
- 2001年（平成13年） 
  - 創立50周年記念式典。
  - 校名変更「京都聖カタリナ女子高等学校」。
- 2001年（平成13年） - 高等看護科（5年制）設置。
- 2005年（平成17年） 
  - 福祉科設置。
  - 高等看護科を看護科に名称変更。
- 2006年（平成18年） - 福祉科男女共学。
  - 校名変更「京都聖カタリナ高等学校」。
- 2007年（平成19年） - 看護科男女共学。
- 2008年（平成20年） 
  - 普通科3コース (フードカルチャー・マルチメディア・キッズライフ）設置。
  - 普通科男女共学
- 2014年（平成26年） - 新体育館完成。
- 2016年（平成28年） 
  - 普通科5系 （子ども保育系、健康スポーツ系、調理・パティシエ系、どうぶつ・医療系、仕事プロデュース系）設置。
  - グラウンド改修工事。

## 概要
高校の名称の由来は、14世紀の聖人である「シエナのカタリナ」に因んでいる。
高校の設置者である学校法人聖カタリナ学園では、「シエナのカタリナ」を学園の守護聖人と位置づけている。
「シエナのカタリナ」は、看護師の守護聖人であり、同校は看護科を設置している。
併設の聖家族幼稚園とは、敷地隣接しており、各種実習等で相互に連携している。
始業・終業時にはお祈りの放送がある。始業時はお祈りの前に放送で、聖歌と聖書の一節の朗読が流れる。
同敷地に、聖ドミニコ宣教修道女会園部修道院がある。

## 主な行事

### 前期
- 4月 - 入学式、フレッシュセミナー、スポーツテスト、開校記念ミサ、芸術鑑賞
- 5月 - 体育祭、聖母月の集い、ボランティア活動
- 6月 - 生徒総会、看護専攻科2年実習
- 7月 - 看護専攻科2年実習、期末試験
- 9月 - 学園祭、看護専攻科2年実習

### 後期
- 10月 - 看護専攻科2年実習
- 11月 - 戴帽式、慰霊祭ミサ、看護専攻科1年実習、研修旅行
- 12月 - クリスマスミサ、募金活動、看護科3年実習
- 1月 - 看護専攻科1年実習
- 2月 - 看護科3年実習、看護専攻科1年実習、看護師国家試験、卒業感謝の集い、卒業式
- 3月 - 看護専攻科1年実習、看護科3年実習

## 部活動

### 運動系
- 女子バレーボール部
- バスケットボール部
- 男子サッカー部
- 女子サッカー部
- ソフトボール部
- ソフトテニス同好会
- ダンス同好会

### 文化系
- 吹奏楽部
- インターアクト部
- 放送部
- 茶道部
- 美術工芸部
- 華道部
- 家庭科部
- マリアン部
- エンゼル部
- 演劇同好会
- ｅ－スポーツ同好会

## 最寄り駅
- JR嵯峨野線：園部駅

## 系列校
- 聖カタリナ大学
- 聖カタリナ大学短期大学部
- 聖カタリナ学園高等学校
- 光ヶ丘女子高等学校
- 聖マリア幼稚園
- 聖家族幼稚園
- 聖カタリナ幼稚園
- ロザリオ幼稚園
- 聖カタリナ大学短期大学部附属幼稚園